# 自照社出版
自照社出版（じしょうしゃしゅっぱん）は、京都中京区に本社を置いていた日本の出版社である。

## 沿革
1997年に仏教学者豊原大成の著書と絵本各1冊を刊行し、仏教書の出版社として事業を開始した。
その後、仏教関係の入門書から学術図書を中心に関係分野の本などを刊行している。
刊行した書籍は2019年3月までで累計240点である。
2000年には仏教関係の研究者や宗教人などを執筆者とする奇数月発行の雑誌『自照同人』を発刊し、2019年3月に第111号を出した。大正昭和時代の僧である足利浄圓らによる『自照』誌の精神を継承することを願って発刊する雑誌という。
2020年3月末日に廃業した。

## 合同会社 自照社
合同会社 自照社（じしょうしゃ）は、滋賀県大津市にある真宗関係の出版社。自照社出版の名称と出版物を引き継いでいる。

### 沿革
2020年2月に設立

### 所在地
滋賀県大津市日吉台4-3-7